# 1947 Iso-Heikkilä
1947 Iso-Heikkilä eller 1935 EA är en asteroid i huvudbältet som upptäcktes den 4 mars 1935 av den finske astronomen Yrjö Väisälä vid Storheikkilä observatorium. Den har fått sitt namn efter stadsdelen Storheikkilä i Åbo.
Asteroiden har en diameter på ungefär 31 kilometer och den tillhör asteroidgruppen Eos.